# Сычи
Сы́чи, или домовы́е сы́чи (лат. Athene) — род птиц семейства совиных. Представители рода обитают прежде всего на открытых ландшафтах. Поселяются в малых и крупных городах, сельской местности, степях, полупустынях, пустынях, каменистых районах. Избегают горных и холодных зон, где не могут добывать пищу из-за глубокого снега.

## Этимология

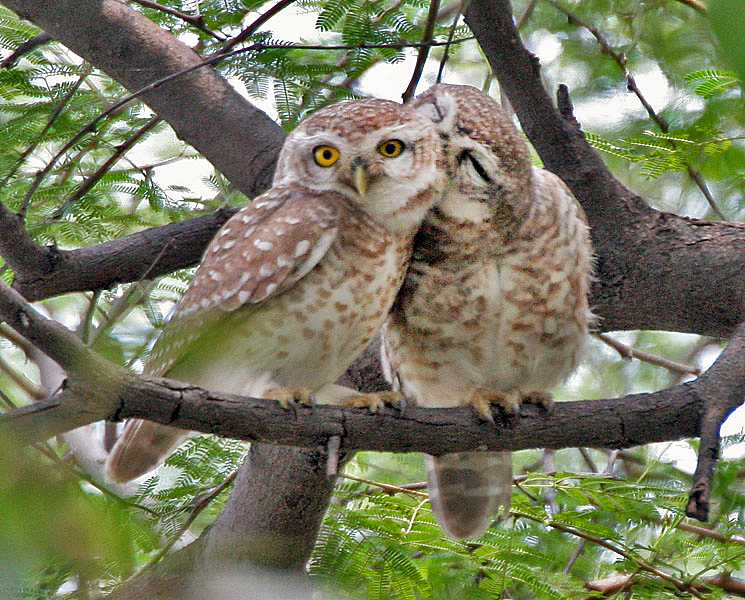
Браминский сыч

Русское слово «сыч» связывают с праслав. *syčati, *sykati «шипеть» звукоподражательного характера.
Родовое название Athene — от др.-греч. Ἀθήνη, — эпическое «Афины», а также ионическое «Афина». Сова и змея — священные животные, сопровождающие Афину, символы мудрости. Сова считалась также символом города Афины.

## Виды
В состав рода включают 9 современных и три вымерших вида:
- Athene brama — Браминский сыч
- Athene noctua — Домовый сыч
- Athene cunicularia — Кроличий сыч
- Athene superciliaris
- Athene blewitti — Лесной сыч
- Athene jacquinoti — Соломонская иглоногая сова
- Athene granti
- Athene malaitae
- Athene roseoaxillaris
- † Athene angelis
- † Athene cretensis
- † Athene veta